# دانا سمبولوغلو
دانا سمبولوغلو (9 مارس 1994-) رياضية أردنية محترفة في لعبة كمال الأجسام ومدربة دولية معتمدة. تعتبر أول فتاة أردنية تحترف هذه اللعبة، شاركت في بطولة كلاسيك ستيفاني وورزفولد التي أقيمت في كندا سنة 2018 وحلت في المركز الثاني، كما شاركت في بطولة أوليمبيا للهواة التي أقيمت في لاس فيغاس سنة 2019 وحلت في المركز السادس.